# Kenhub
A Kenhub é uma empresa educacional com fins lucrativos destinada a estudantes de profissões de saúde, instituições e empresas na área médica. A empresa oferece uma plataforma de aprendizado online de anatomia humana, histologia e imagiologia médica.
A Kenhub foi fundada em 2012, em Berlim, encontrando-se atualmente sediada em Leipzig, na Alemanha. A Kenhub oferece sua plataforma e conteúdo em três idiomas, inglês, alemão e português.

## História
O Kenhub foi originalmente fundado em Berlim em 2012 após receber financiamento do EXIST Gründerstipendium. A plataforma, inicialmente oferecendo apenas testes e artigos de anatomia humana em inglês e alemão, expandiu seu conteúdo em 2013 com tutoriais em vídeo e uma seção de atlas.
Em 2016, o Kenhub acrescentou materiais de histologia e, em 2017, de imagiologia médica (tomografia computadorizada, ressonância magnética e raio x). Em 2018, o Kenhub foi lançado em português.

## Empresa
A Kenhub é uma organização com fins lucrativos. O seu presidente e diretor executivo é Niels Hapke. Os seus cofundadores incluem Johannes Köhler, João Costa, Yoav Aner e Christopher Becker. A empresa emprega mais de 10 funcionários em tempo integral, juntamente com freelancers em todo o mundo. A Kenhub hospeda várias subsidiárias, como a GetBodySmart e a DailyAnatomy.
A empresa trabalha lado a lado com uma comunidade de cientistas e especialistas médicos da Universidade Livre de Berlim, da Universidade Demócrito da Trácia, da Universidade do Colorado, e da Universidade Fresenius de Ciências Aplicadas.

## Conteúdo
O Kenhub, operada pela Kenhub GmbH, fornece uma plataforma de aprendizagem online personalizada com conteúdo educacional para estudantes pré-graduados e profissionais de saúde.
O site kenhub.com oferece um registro gratuito (conta básica) com acesso e funções limitados, bem como uma assinatura paga que concede acesso total a todas as formas de conteúdo (conta premium). O material de estudo centra-se em assuntos pré-clínicos e ciências básicas, como anatomia, histologia e radiologia.
A plataforma inclui videoaulas online, textos e exercícios na forma de vídeos, testes, artigos e diagramas de atlas, disponíveis na terminologia anatômica em inglês, latim, alemão e português.

### Artigos
Com mais de 770 artigos, que são gratuitos para todos os usuários, o Kenhub oferece material de estudo de ciências básicas, como anatomia, histologia, radiologia, fisiologia e patologia. Os artigos são estruturados como páginas de texto com material visual na forma de imagens e diagramas.

### Testes
O Kenhub possui mais de 500 testes para praticar e bancos de perguntas online. Os testes de anatomia, histologia e imagiologia médica dividem-se em categorias de acordo com a sua dificuldade, como “Identificação básica”, “Fatos musculares”, “Perguntas de exame” e “Combinado inteligente”.

### Videoaulas
O Kenhub oferece mais de 100 horas de material de vídeo, que podem ser encontradas no site oficial do Kenhub, estando alguns vídeos disponíveis no YouTube. Os vídeos são produzidos como aulas de 10 a 30 minutos com base em aprendizado visual. Eles são dublados e guiados por um narrador que explica conceitos médicos com base em imagens topográficas e ilustrações de atlas.

### Imagens do atlas
O Kenhub oferece mais de 5000 imagens atlas legendadas de alta resolução, incluindo ilustrações anatômicas, diagramas, secções transversais de cadáveres, lâminas histológicas microscópicas e imagens radiológicas (ressonância magnética, tomografia computadorizada, raios X).